# تحالف الكشافة
تحالف الكشافة (بالفرنسية: Alliance Eclaireur)‏ هو تحالف سياسي في بنين بقيادة إدمون أجوا.

## التاريخ
تم إطلاق التحالف في 20 فبراير 2015. وضم حزب الديمقراطية والتقدم الاجتماعي وحزب التجديد من أجل التضامن والتقدم والائتلاف من أجل بنين الناشئة وجبهة العمل المشترك لبروز أخلاق جديدة في بنين والتحالف الجديد من أجل التنمية وحزب دافع التنمية والتضامن الفعال وحركة الديمقراطية الاجتماعية وحزب الصحوة الجماعية لغد أفضل وحزب الودجي الديمقراطي وحزب الإصلاح الليبرالي وجيل العمل والتقدم وحركة يونغ تركس وحركة التضامن والتنمية الدائمة وحركة الشباب لظهور كوفو.
وفاز التحالف بمقعدين في الانتخابات البرلمانية لعام 2015.